# Высоково (Орехово-Зуевский район)
Высо́ково — деревня в Орехово-Зуевском муниципальном районе Московской области. Входит в состав сельского поселения Горское. Население — 127 чел. (2010).

## География
Деревня Высоково расположена в северной части Орехово-Зуевского района, примерно в 6 км к югу от города Орехово-Зуево. В 1 км к западу от деревни протекает река Лютиха. Высота над уровнем моря 137 м. В деревне 2 улицы — Дачная и Луговая. Ближайшие населённые пункты — деревни Кудыкино, Гора, Сальково и Новая.

## Название
Название связано либо с географическим положением на высоком месте, либо с некалендарным личным именем Высокой.

## История
В 1905 входила в состав Кудыкинской волости Покровского уезда Владимирской губернии.
В 1926 году деревня являлась центром Высоковского сельсовета Кудыкинской волости Орехово-Зуевского уезда Московской губернии.
С 1929 года — населённый пункт в составе Орехово-Зуевского района Орехово-Зуевского округа Московской области, с 1930-го, в связи с упразднением округа, — в составе Орехово-Зуевского района Московской области.
До муниципальной реформы 2006 года Высоково входило в состав Горского сельского округа Орехово-Зуевского района.

## Население
В 1905 году в деревне проживало 450 человек (87 дворов). В 1926 году в деревне проживало 441 человек (208 мужчин, 233 женщины), насчитывалось 89 хозяйств, из которых 84 было крестьянских. По переписи 2002 года — 100 человек (49 мужчин, 51 женщина).
| 1926 | 2002 | 2006 | 2010 |
| ---- | ---- | ---- | ---- |
| 441  | ↘100 | ↗107 | ↗127 |